# Kohautia gracillima
Kohautia gracillima är en måreväxtart som beskrevs av Cornelis Eliza Bertus Bremekamp. Kohautia gracillima ingår i släktet Kohautia och familjen måreväxter.
Artens utbredningsområde är Eritrea. Inga underarter finns listade i Catalogue of Life.